# Djahanguir Zeynalov
Pour les articles homonymes, voir Zeynalov.
Djahanguir Zeynalov (en azeri : Cahangir Məşədi Rza oğlu Zeynalov ; 1865, Bakou - 11 avril 1918, Bakou - acteur azerbaïdjanais, fondateur du théâtre national réaliste azerbaïdjanais, père de l'actrice Nasiba Zeynalova.

## Biographie
L'un des premiers acteurs professionnels du théâtre national est Djahanguir Zeynalov. Mashadi Rza, le père de Djahangir Zeynalov, né à Bakou en 1865, et lui-même étaient marchands. Djahanguir Bey avait une éducation primaire, parlait couramment russe et persan et lisait beaucoup. Il était étroitement lié aux troupes d'acteurs tels que Lanskoï, Shorstein, Agriptseva, qui travaillaient à Bakou, et regardait régulièrement les performances des comédiens étrangers. Il écrit ses jugements et ses idées théoriques et pratiques sur les spectacles vus en 1916-1918 sous la forme d'un traité dans le "Cahier de théâtre" ("Actions que j'ai incarnées"). Le cahier, dont quelques pages étaient égarées, est conservé au Musée national du théâtre d'Azerbaïdjan.

## Carrière de comédien
Il commence son activité scénique en 1885 lors de la formation de l'art théâtral national. Pour la première fois il apparaît sur scène en tant que fille.
Zeynalov interprétait des rôles comiques. L'art de Djahanguir Zeynalov se distinguait par la vérité psychologique, la simplicité artistique et la sincérité dans l'expression des sentiments humains et la spontanéité. Zeynalov avait élevé des acteurs azerbaïdjanais tels que Huseyn Arablinsky, Mirza Aga Aliyev, S. Rukhulla et d'autres. 
Parmi les rôles interprétés par Dj.Zeynalov figurent Gadzhi Kara, Vézir, Molla Ibrahim Khalil ("Hadji Kara", "Vézir du Khanat de Lenkoran", "Molla Ibrahim Khalil" de M.F.Akhundov), Hadji Samed ("Jeune homme malheureux" d'A.Akhverdov), Gouverneur ("Inspecteur" de Gogol), le vieillard Moor ("Les voleurs" de Schiller) et beaucoup d'autres.

## Mémoire
Une plaque commémorative sur le mur d'une maison à Bakou où vivait Jahangir Zeynalov